# Don't Ever Marry
Don't Ever Marry è un film muto del 1920 diretto da Victor Heerman e Marshall Neilan. La sceneggiatura di Marion Fairfax si basa su una storia dallo stesso titolo di Edgar Franklin (pseudonimo di Edgar Franklin Stearns) apparsa a puntate su All-Story Magazine dal 18 ottobre al 15 novembre 1919.

## Trama

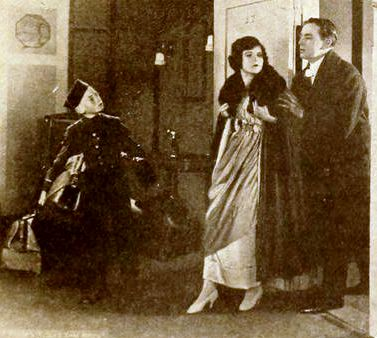
Wesley Barry, Matt Moore e Marjorie Daw

L'eccentrico colonnello Wynn promette di uccidere Joe Benson se questi sposerà sua figlia Dorothy. I due innamorati, allora, celebrano le nozze in segreto. In luna di miele in albergo, vengono disturbati dall'arrivo di Barbara Dow, un'amica di Dorothy che minaccia di rivelare il matrimonio a meno che Joe non dichiari di avere sposato lei. Quindi, appare anche Myra Gray, amica divorziata di Joe che cerca di seminare l'ex marito che la pedina. Questi, gelosissimo, è convinto che Joe cerchi di rubargliela. Cercando di sfuggire allo scompiglia che ne deriva, Joe e Dorothy prendono la fuga. Dopo una serie di disavventure, il colonnello si innamora di Myra e, pacificato, accetta il matrimonio della figlia con Joe.

## Produzione
Il film, prodotto dalla Marshall Neilan Productions, venne girato in parte negli studios di Douglas Fairbanks a Hollywood.

## Distribuzione
Il copyright del film, richiesto dalla Marshall Neilan Productions, fu registrato il 3 gennaio 1921 con il numero LP17265.
Distribuito dalla First National Exhibitors' Circuit, il film uscì nelle sale statunitensi il 18 aprile 1920. In Danimarca, fu distribuito il 19 ottobre 1920 con il titolo Gift dig aldrig!; in Svezia, uscì il 1º novembre 1920 come Gift er aldrig; in Finlandia, il 1º maggio 1922; in Francia, distribuito dalla Gaumont, uscì il 29 dicembre 1922 con il titolo Ne vous mariez jamais.
Non si conoscono copie ancora esistenti della pellicola che viene considerata presumibilmente perduta.